# Wendy Van Wanten
Wendy Van Wanten, pseudonyme d'Iris Vandenkerckhove, née à Ostende (Belgique) le 6 février 1960, est une mannequin, chanteuse et actrice belge, personnalité de la télévision flamande.

## Biographie
Wendy Van Wanten commence sa carrière auprès d'une agence de mannequins louvaniste. Elle apparaît notamment dans Elle, Vogue, Burda, Flair et The American New Look. Elle a travaillé à Paris, Düsseldorf, Amsterdam, aux Bahamas et en Arizona (États-Unis).
En 1986, elle remporte la coupe Baccara sous son prénom d'Iris dans l'équipe de Johan Verminnen avec la chanson If I could only....
Elle est principalement connue pour le programme PinUp Club (1987-1990), où elle présente le courrier.
En 1991, elle enregistre le duo Kijk Eens Diep in mijn Ogen op avec Willy Sommers, paru sur son album Verliefd.

## Filmographie

### Cinéma
- 1995 : Berncastel
- 1999 : Lapin kullan kimallus : Elisabeth von Alfthan

### Télévision
- 1989 : Lava : Emanuella (série télévisée)
- 1993 : Meester! : la directrice (série télévisée)
- 2002 : Eurosong 2002 : Iris (TV)

## Distinctions
Wendy Van Wanten est reprise dans la liste des Bekende Vlamingen.